# Трохета потайна
Трохета потайна (лат. Trocheta subviridis) — вид п'явок.

## Морфологічні ознаки
Тіло сильно звужене в напрямку до переднього кінця. Передня третина тіла має майже циліндричну форму, в напрямку до заднього кінця дедалі більше сплющується. Задня присоска середньої величини. Забарвлення тіла — від темно-сірого до чорно-коричневого. Максимальна довжина— 150—163 мм, ширина — 10 мм.

## Поширення
Англія, Франція, Італія, Угорщина та Румунія. В Україні зареєстровано у заплаві Дністра.

## Особливості біології
Населяє невеликі, переважно проточні водойми. Може глибоко проникати у сиру землю, де ловить земляних хробаків.

## Загрози та охорона
Загрози: меліорація і забруднення водойм.